# Service-public.fr
Service-public.fr est le site web officiel de l'administration française. Créé par un arrêté du 6 novembre 2000, rénové en 2009 et refondu en 2015, il est édité par la Direction de l'information légale et administrative (DILA).
Avec Allô service public 3939, il constitue le pôle multicanal de renseignements administratifs géré, dans les services du Premier ministre, par la Direction de l’information légale et administrative née de la fusion entre les directions des Journaux officiels et de la Documentation française le 11 janvier 2010.
Guichet à distance d’information administrative et d’accès aux démarches en ligne, service-public.fr propose à l’usager un accès aux informations qui lui sont utiles pour connaître ses droits et réaliser ses démarches : fiches pratiques, questions-réponses, textes de référence, définitions, démarche en ligne ou formulaire, coordonnées et heures d’ouverture du service administratif localement compétent pour renseigner ou pour traiter une démarche administrative.
Le portail donne accès à une version personnalisable par chaque usager : Mon.service-public.fr, le compte personnel des démarches en ligne visant à permettre à tout citoyen d'effectuer des démarches administratives en ligne en utilisant un seul identifiant et mot de passe.

## Contenus pour les particuliers
Service-public.fr propose 6 grandes rubriques :
- Actualités : articles quotidiens liés à l’actualité des droits et démarches indexés par thèmes et par public, gros plan sur une actualité particulière, agenda des démarches à effectuer au cours du mois.
- Vos droits et démarches : organisé en 10 thèmes, ce guide pratique rassemble les ressources utiles pour connaître ses droits et ses obligations et effectuer ses démarches administratives (fiches d’information sur un droit et la démarche à entreprendre, démarche en ligne ou formulaire, questions-réponses, textes légaux de référence, définitions des termes administratifs, compléments d’information sur d’autres sites internet, coordonnées et heures d’ouverture du service administratif compétent dans la localité de l’usager pour le renseigner ou pour traiter sa démarche administrative affichée lorsque l’internaute saisit le code postal ou le nom de sa commune.
- Comment faire si… : accès à 9 dossiers pratiques récapitulant les démarches à effectuer en cas de changement de situation.
- Annuaire de l’administration : coordonnées de 11 000 services nationaux, 70 000 services publics locaux et 14 000 responsables, un accès direct aux mairies, aux ambassades de France à l’étranger et aux institutions européennes.
- Poser une question : pour entrer en contact avec l’administration par courrier électronique, par téléphone avec « Allo Service-Public 3939 » et possibilité de consulter les 300 questions fréquemment posées par les usagers ainsi que les réponses apportées par service-public.fr
- Services en ligne et formulaires : accès aux téléprocédures, formulaires en ligne et modules de calcul permettant de simuler un montant à percevoir ou à payer.

## Contenus pour les professionnels
- Rubrique Actualités : brèves quotidiennes et dossiers « Zoom sur » à propos des nouvelles réglementations, des nouveaux services proposés par l’administration, des prochaines échéances à respecter.
- Connaître ses droits et ses obligations : 25 dossiers thématiques ou par profils qui orientent vers les contenus utiles (guides et fiches pratiques, fils d’actualité, foires aux questions, sites internet ou rubriques de sites, textes de référence) pour être au clair sur la création d’entreprise, la réglementation du travail, les marchés publics, la fiscalité…
- Accomplir ses démarches en ligne : téléservices, formulaires et modules de calcul nécessaires pour préparer, effectuer en ligne ou suivre à distance ses démarches administratives.
- Contacts de proximité : les carnets d’adresses thématiques permettent d’identifier le bon interlocuteur public pour traiter la démarche ou renseigner sur le projet. En indiquant sa commune, l'internaute peut accéder aux coordonnées précises des services de proximité (coordonnées, horaires d’ouverture, site web et adresse courriel).
- Accès à la documentation essentielle : conventions collectives, textes réglementaires, études, chiffres-clés, aides aux entreprises, opportunités d’affaires, dates des principales manifestations commerciales…

#### Portails étrangers
- JuridiQC au Québec

- ch.ch en Suisse]

- Belgium.be en Belgique